# بابدو
بابدو شهری در شهرستان ایپلسه در استان بازگا در بورکینافاسوی مرکزی است و جمعیت آن ۸۱۳ نفر است.